# 波羅托區
波羅托區（西班牙語：Distrito de Poroto），是秘魯的一個區，位於該國西北部拉利伯塔德大區的特魯希略省，始建於1964年3月7日，面積276.01平方公里，海拔高度627米，2005年人口3,741，人口密度每平方公里14人。